# 綿律
已革貝勒綿律（1774年4月2日—1832年1月30日），一等鎮國將軍永璨第一子，母妾舒穆祿氏，其父為圖明阿，果親王系第五代。
他在乾隆三十九年二月（1774年）出生，乾隆五十六年七月（1789年）過繼為果簡郡王永瑹之子，並接替堂兄成為果親王第五代，但因為果親王並非世襲罔替的爵位，因此他的封爵只是貝勒。
嘉慶十一年五月（1806年）他因事被廢去貝勒爵位，由堂弟綿㣚襲封果親王系第六代，不過需遞降為貝子襲封。到道光十一年十二月（合1832年）他去世，虛齡五十七岁。